# Марікопа (народ)

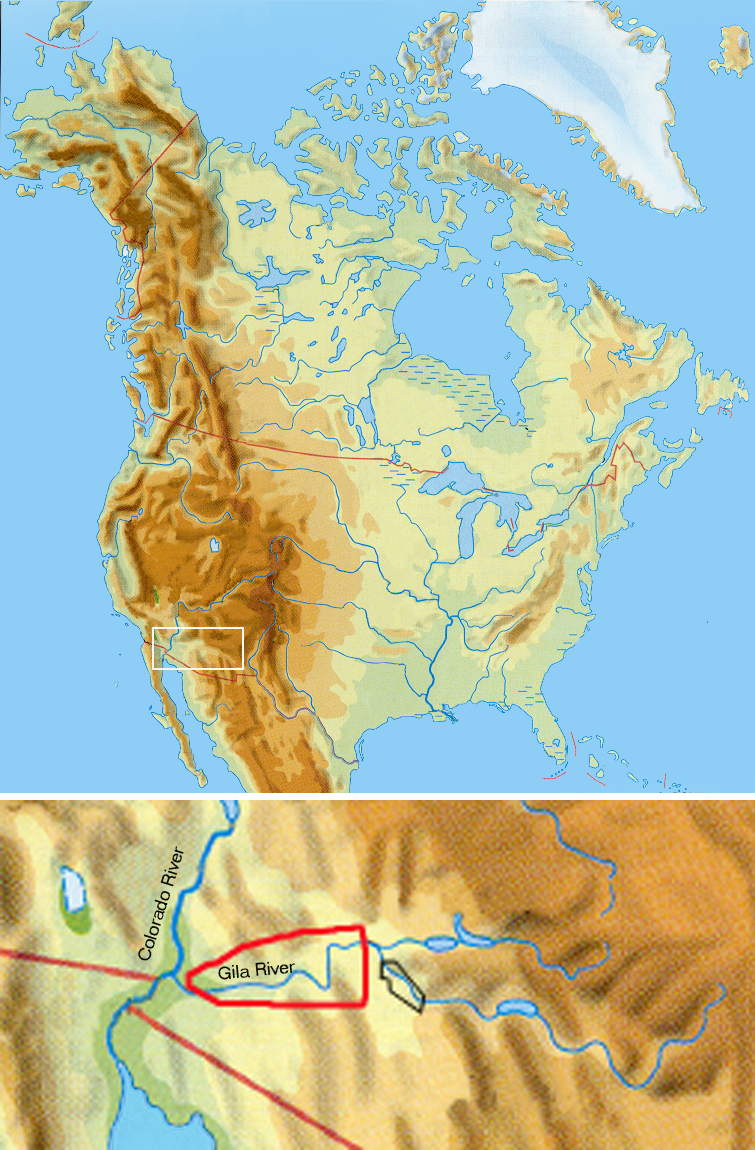
Марікопа

Марікопа або Пійпааш — індіанські племена, які мешкають в індіанських резерваціях Солт-Рівер-Піма-Марікопа та на річці Гіла, а також племені Піма, з яким марікопи тривалий час підтримували дружні стосунки. Марікопа в індіанській резервації Солт-Рівер-Піма-Марікопа складаються переважно з членів Ксалічидом Пійпааш і зосереджена в Лехі. Марікопа в індіанській резервації Гіла-Рівер зосереджена в Марікопа-Колоні. Марікопа — це група річки Юма, яка раніше проживала вздовж берегів річки Колорадо.

## Імена
Сусідні акімель о'одхам (піма) та майбутні союзники називали цих людей Кокмалік'оп (ворогами у великих горах). Іспанці переклали це як Марікопа. Вони називають себе Piipaa, Piipaash або Pee-Posh (люди). Багато нащадків халхідхомів, які шукали притулку в Марікопі в 1825 році, сьогодні ідентифікуються англійською мовою як марікопа. Але деякі також традиційно ідентифікують як Xalychidom Piipaa або Xalychidom Piipaash (люди, які живуть до води).

## Історія
Раніше вони складалися з невеликих груп людей, які поколіннями жили вздовж берегів річки Колорадо. У 16 столітті вони мігрували в район навколо річки Гіла, щоб уникнути нападів народів квечан і мохаве. Протягом 1840-х років від епідемії нових інфекційних хвороб постраждало плем'я.
У 1825 році партія американських траперів, серед них Джеймс Огайо Патті, розправилась із групою із 200 осіб марікопи, помстившись за попередній напад.
У XIX столітті марікопа створили конфедерацію з пімою, і в 1857 році вони успішно розгромили квечанів і мохаве в битві під Піма-Бут біля Марікопа-Веллс. Вони стали успішними фермерами, і в 1870 році вони дали три мільйони фунтів пшениці. Посуха та відведення води неіндіанцями принесли великі неврожаї.
У 19-20 століттях Бюро з питань індіанців реалізовувало політику, щоб спробувати асимілювати марікопу в загальноосвітнє європейсько-американське суспільство, і вони залучили до спільнот пресвітеріанських місіонерів. У 1914 р. Федеральний уряд США розбив земельні володіння між громадами для розподілу як окремих наділів, щоб заохотити натуральне господарство за європейсько-американською моделлю. Це не відповідало географії та клімату тут. Консультативна рада піми була сформована БПІ в 1926 році для виступу від імені громад піми та марікопи. Після прийняття конгресом закону Про реорганізацію індіанців 1934 р. У 1936 р. піма та марікопа домовились про відновлення певної міри самоврядування в конституції.
Протягом 30-х років поверхневий стік на річці Гіла був зведений до нуля, і плем'я сильно постраждало через втрату своєї річки. Але БПІ ігнорувало питання води. Плем'я вдалося до використання солонуватої криничної води, але вона не сприяла вирощування їстівних культур. Вони почали обробляти бавовну як товарну культуру.

## Мова
Їхньою спадковою мовою є марікопа, яка належить до юма-кочимської мови.

## Мистецтво
Марікопи відомі своїм плетінням кошиків та текстилем зокрема, сильно випаленою керамікою з червоно-червоного посуду. Їхні традиційні гончарні практики мали відродження з 1937 по 1940 рік. Агент із розширення житла в США Елізабет Харт співпрацювала з провідною гончаркою марікопи Ідою Редберд для створення гончарної кооперації марікопи. Редберд була головою кооперативу, який мав від 17 до 19 майстрів-гончарів. Харт закликала членів підписувати свою роботу. Свастики були загальноприйнятим традиційним мотивом, від якого відмовились у 1940-х роках через узурпацію символу нацистами. Використовується весло і метод ковадла, і, хоча утилітарний посуд обпалюється, декоративна кераміка марікопи не відрізняється вдачею.

## Видатні марікопи
- Іда Редберд (1892—1971) — майстер-гончар марікопи; сприяла відродженню кераміки марікопи в 1937—1940 рр.; перший голова Асоціації виробників гончарства в марікопи;[4] перекладач та просвітник племен Леслі Спір Юма з річки Гіла, яка сприяла збереженню спадщини американських індіанців.
- Роберт «Дерево» Коді, флейтист. Він також є зареєстрованим членом племені хункпапа.

## Виноски
1. ↑  Pritzker, A Native American Encyclopedia, pg. 57.
2. 1 2 3 4 5  Barry Pritzker, A Native American Encyclopedia. Oxford: Oxford University Press, 1998; pg. 56
3. ↑  Архівована копія. Архів оригіналу за 20 січня 2019. Процитовано 1 березня 2021.{{cite web}}:  Обслуговування CS1: Сторінки з текстом «archived copy» як значення параметру title (посилання)
4. 1 2  «Maricopa Potters.» [Архівовано 22 березня 2016 у Wayback Machine.] August 21, 2009 (retrieved September 9, 2010)

## Подальше читання
- Pritzker, Barry. A Native American Encyclopedia. Oxford: Oxford University Press, 1998.
- Zappia, Natale A. Traders and Raiders: The Indigenous World of the Colorado Basin, 1540—1859. Chapel Hill, NC: University of North Carolina Press, 2014.